# RPGPlayer
RPGPlayer es una revista independiente en línea sobre RPGs de ordenador y videoconsolas fundada en 2009 y con una base de usuarios provenientes en su mayoría (o al menos en sus inicios) de Square Enix World.

## Historia
Fundada originalmente en septiembre de 2008 como un fansite de Square Enix, RPGPlayer empezó como un Website sobre noticias de la compañía y un foro de discusiones con un subforo exclusivo a los videojuegos de rol en general. El crecimiento de este subforo hizo que la Web se acabara ampliando en marzo de 2009 a RPGPlayer, volviéndose una revista en línea dedicada a los RPGs.
El 13 de marzo de 2010 fue lanzada la nueva Web, que sustituía la antigua, y se implementó el sistema RSS. El 11 de septiembre el foro para la Web salió de la beta cerrada y se hizo público.
El de 10 de febrero de 2011 se cambió el dominio a .org debido a problemas con el anterior. El 27 de septiembre se comienzan a analizar juegos.
Después de más de 3 años de existencia, el 11 de noviembre de 2011 se abrió al público RPGPlayer III, versión aumentada y con funciones de red social. Es la versión más actual.

## Asociación juvenil
Dado que los principales creadores de la revista y una gran cantidad de usuarios eran residentes en Barcelona o alrededores, se decidió crear una asociación juvenil en marzo de 2011 para seguir fomentando el género fuera de la red.
Desde entonces, RPGPlayer ha participado en multitud de eventos dedicados al Fandom aportando actividades relacionadas con los videojuegos de rol.
En septiembre de 2011 se constituye, alternativamente a la de Barcelona, otra Asociación Juvenil en Madrid gestionada también por miembros de la Web.

## Eventos

### 2011
- Expotaku Barcelona (Sabadell)
- Expotaku Castellón (Castellón)
- Expotaku Tarragona (Tarragona)
- Akihabara@Deep (Barcelona)
- Otaku Revolution (Barcelona)
- Otakhristmas (Barcelona)

### 2012
- Japan Weekend Barcelona (Barcelona)
- Hanami S.O.S V (Barcelona)